# Nigel Doughty
Nigel Doughty (Newark-on-Trent, 10 de junho de 1957 – Lincolnshire, 4 de fevereiro de 2012) foi um empresário inglês.

## Biografia
Nasceu em Newark-on-Trent, vilarejo a poucos quilómetros de Nottingham. Completou seu MBA em 1984 e tornou-se um aluno distinto da Cranfield School of Management em 2004. 
Foi presidente e co-fundador da Doughty Hanson & Co, uma empresa de capital privado europeu sediado em Londres e com escritórios em toda a Europa e proprietário do Nottingham Forest, tradicional time da segunda divisão do futebol inglês.
Foi encontrado morto na academia de sua casa em 4 de fevereiro de 2012.